# Crataegus gaylussacia
Crataegus gaylussacia — вид рослин із родини трояндових (Rosaceae).

## Біоморфологічна характеристика
Це кущ заввишки 30–100 дм. 1-річні гілочки жовтувато-коричневі, старші сіруваті; колючки на гілочках вигнуті чи прямі, молоді темно-коричневі, 1–2(2.5) см. Листки: ніжка листка 7–15 мм у довжину, гола, не залозиста, іноді залозиста; пластина від ± ромбо-еліптичних до еліптично-зворотно-яйцюватих чи широко-яйцюватих, 3–8 см, часточок 0, чи 2 чи 3 на кожній стороні, верхівка частки від гострої до тупої, краї пилчасті, верхівка тупа, абаксіальна поверхня ± гола, адаксіальна притиснено-запушена. Суцвіття 7–15-квіткові. Квітки 15–17 мм у діаметрі; чашолистки трикутні, 4 мм, краї дрібні й рідко залозисто-пилчасті; пиляки рожеві. Яблука тьмяно-бордово-пурпурні, стають чорними зрілими, від майже кулястих до широко-яйцюватих, 8–10 мм у діаметрі, голі; кісточок 4 чи 5. 2n = 34, 51, 68. Цвітіння: квітень і травень; плодоношення: вересень і жовтень.

## Середовище проживання
Зростає на сході США (Аляска, Каліфорнія, Айдахо, Монтана, Орегон, Вашингтон) й у Британській Колумбії. Населяє чагарники, особливо поблизу ґрунтових вод; на висотах 10–400 метрів.